# Fakulta strojní Technické univerzity v Liberci
Fakulta strojní (FS) je nejstarší fakultou Technické univerzity v Liberci, byla založena v roce 1953, jako Vysoká škola strojní v Liberci. V době svého založení byla zaměřena především na výchovu inženýrů pro obory textilního, sklářského a automobilového průmyslu. Postupem doby se její profil upravoval a rozšiřoval až do dnešní podoby. V roce 1960 se VŠS v Liberci transformovala na Vysokou školu strojní a textilní v Liberci (VŠST) za vzniku Fakulty textilní.

## Studium
Na fakultě strojní je možné studovat: 
- v bakalářském studijním programu Strojírenství
- v navazujících magisterských studijních programech: Technologie plastů a kompozitů, Materiály a technologie, Automobilové inženýrství, Konstrukce strojů a zařízení, Inovační a průmyslové inženýrství a Aplikovaná mechanika
- v doktorských studijních programech: Technologie a materiály, Stavba strojů a zařízení a Aplikovaná mechanika

## Děkani fakulty
- prof. Ing. Jiří Mayer (1960–1964)
- doc. Ing. Miroslav Kořínek, CSc. (1964–1966)
- prof. Ing. Cyril Höschl, DrSc. (1966–1969)
- prof. Ing. Dr. techn. František Kotšmíd (1970–1973)
- prof. Ing. Oldřich Krejčíř, DrSc. (1973–1976)
- prof. RNDr. Bohuslav Stříž, DrSc. (1976–1985)
- doc. Ing. Ján Alaxin, CSc. (1985–1986)
- doc. Ing. Zeněk Holubec, CSc. (1986–1987)
- prof. Ing. Vladimír Prášil, CSc. (1987–1990)
- prof. Ing. Zdeněk Kovář, CSc. (1990)
- prof. Ing. Jaroslav Exner, CSc. (1990–1997) – prezident Inženýrské akademie České republiky v letech 2003–2004
- doc. Ing. Ludvík Prášil, CSc. (1997–2003)
- prof. Ing. Petr Louda, CSc. (2003–2010)
- doc. Ing. Miroslav Malý, CSc. (2010–2014)
- prof. Dr. Ing. Petr Lenfeld (2014–2022)
- doc. Ing. Jaromír Moravec, Ph.D. (2022–dosud)

## Proděkani fakulty
V současnosti má fakulta tři proděkany:
- doc. Ing. Petr Lepšík, Ph.D. – věda, výzkum a doktorské studium
- Ing. Luboš Běhálek, Ph.D.. – vzdělávací činnost
- doc. Ing. Jan Valtera, Ph.D. – vnější a zahraniční vztahy

## Akademický senát fakulty
Nejvyšším statutárním orgánem je Akademický senát fakulty. 
Předsedové AS FS TUL od jeho vzniku:
- prof. Ing. Viktor Mikeš, CSc. (1991–1993)
- doc. Ing. Vladimír Gabriel, CSc.
- prof. Ing. Petr Louda, CSc. (1999–2002)
- doc. Ing. Miroslav Šír, CSc. (2002–2005)
- doc. Dr. Ing. Pavel Němeček (2005–2011)
- doc. Ing. Martin Bílek, Ph.D. (2011–2014)
- doc. Ing. Lubomír Moc, CSc. (2014)
- doc. Ing. Lukáš Čapek, Ph.D. (2014–2017)
- prof. Ing. Ladislav Ševčik (2017)
- prof. Ing. Iva Nová, CSc. (2017–2020)
- Ing. Luboš Běhálek, Ph.D. (2020–2022)
- doc. Ing. Martin Bílek, Ph.D. (2022–dosud)

## Katedry
- Katedra energetických zařízení (KEZ)
- Katedra mechaniky, pružnosti a pevnosti (KMP)
- Katedra materiálu (KMT)
- Katedra obrábění a montáže (KOM)
- Katedra strojírenské technologie (KSP)
- Katedra sklářských strojů a robotiky (KSR)
- Katedra částí a mechanismů strojů (KST)
- Katedra textilních a jednoúčelových strojů (KTS)
- Katedra vozidel a motorů (KVM)
- Katedra výrobních systémů a automatizace (KSA)